# Rivière Indian (Muskrat)
La rivière Indian est une rivière du comté de Renfrew et du district de Nipissing dans l'est et le nord-est de l'Ontario au Canada. Elle se trouve dans le bassin hydrographique de la rivière des Outaouais et est un affluent gauche de la Muskrat River.

## Cours
La rivière commence à un lac sans nom dans le coin sud-est du parc provincial Algonquin, dans le canton géographique Master dans le territoire non organisé de Nipissing Sud district de Nipissing. Il coule vers le nord, puis tourne vers le sud-est  jusqu'à un l'affluent gauche nommé Walker Creek. Puis la vallée de la rivière suit le tracé de la subdivision Beachburg du Canadien National, aujourd'hui abandonnée, cette section de voie construite à l'origine comme la ligne principale du Chemin de fer Canadien du Nord. La rivière passe le point de chemin de fer de Dahlia et quitte le parc et le district de Nipissing pour entrer dans le comté de Renfrew, dans le canton géographique de Richards dans la municipalité de Killaloe, Hagarty et Richards. Après 1 100 m, il passe dans le canton géographique de Fraser dans la municipalité de Laurentian Valley, puis atteint le lieu non organisé. Il continue vers l'est, fait une boucle sous la route de comté 58 de Renfrew (en) et atteint la communauté d' Alice . Elle passe à nouveau sous la route de comté 58 de Renfrew, puis la route de comté 26 de Renfrew dans la communauté de Davis Mills, et sous la route de l'Ontario 17, à cet endroit faisant partie de la route transcanadienne . La rivière entre dans la ville de Pembroke et atteint son embouchure à la rivière Muskrat, juste avant que cette rivière n'atteigne sa confluence avec la rivière des Outaouais .

## Affluents
- Ruisseau O'Mearas (gauche)
- Ruisseau Locksley (droite)
- Ruisseau Maves (gauche)
- Ruisseau Crooked Lake (droite)
- Ruisseau du lac Kelly (droite)
- Ruisseau Gariépy (droite)
- Little Cranberry Creek (droite)
- Ruisseau Turquoise (gauche)
- Ruisseau Steer (gauche)
- Walker Creek (gauche)